# Women’s Premier League 2025
Die Women’s Premier League 2025 war die dritte Ausgabe der Women’s Premier League, der indischen WTwenty20-Cricket-Liga für Franchises für Frauen. Die Saison fand zwischen dem 14. Februar und dem 15. März 2025 statt. Im Finale setzten sich die Mumbai Indians gegen die Delhi Capitals mit 8 Runs durch.

## Franchises
Seit der Gründung der Liga nehmen die folgenden fünf Franchises an dem Turnier teil.
| Franchise                   | Stadt     |
| --------------------------- | --------- |
| Royal Challengers Bangalore | Bangalore |
| Delhi Capitals              | Delhi     |
| Mumbai Indians              | Mumbai    |
| Gujarat Giants              | Ahmedabad |
| UP Warriorz                 | Lucknow   |

## Austragungsorte
| Stadion                                                      | Stadt     | Kapazität | Spiele                                |
| ------------------------------------------------------------ | --------- | --------- | ------------------------------------- |
| M. Chinnaswamy Stadium                                       | Bengaluru | 35.000    | 8 Vorrundenspiele                     |
| Bharat Ratna Shri Atal Bihari Vajpayee Ekana Cricket Stadium | Lucknow   | 50.000    | 4 Vorrundenspiele                     |
| Brabourne Stadium                                            | Mumbai    | 25.000    | 2 Vorrundenspiele; Halbfinale; Finale |
| Kotambi Stadium                                              | Vadodara  | 40.000    | 6 Vorrundenspiele                     |

## Kaderlisten
Die Spielerauktion fand am 15. Dezember 2024 statt. Die Teams benannten die folgenden Kader.
| WTwenty20 | WTwenty20 | WTwenty20 | WTwenty20 | WTwenty20 |
| Delhi Capitals | Gujarat Giants | Mumbai Indians | Royal Challengers Bangalore | UP Warriorz |
| --- | --- | --- | --- | --- |
| - Meg Lanning (K) - Taniya Bhatia (wk) - Sarah Bryce - Alice Capsey - N Charani - Sneha Deepthi - Jess Jonassen - Nandini Kashyap - Marizanne Kapp - Minnu Mani - Shikha Pandey - Niki Prasad - Arundhati Reddy - Jemimah Rodrigues - Titas Sadhu - Annabel Sutherland - Shafali Verma - Radha Yadav | - Ashleigh Gardner (K) - Harleen Deol - Deandra Dottin - Bharti Fulmali - Kashvee Gautam - Danielle Gibson - Dayalan Hemalatha - Tanuja Kanwar - Mannat Kashyap - Phoebe Litchfield - Priya Mishra - Beth Mooney (wk) - Prakashika Naik - Sayali Satghare - Simran Shaikh - Shabnam Shakil - Meghna Singh - Laura Wolvaardt | - Harmanpreet Kaur (K) - Yastika Bhatia (wk) - Sanskriti Gupta - Saika Ishaque - Shabnim Ismail - Jintimani Kalita - G Kamalini - Amandeep Kaur - Amanjot Kaur - Sathyamoorthy Keerthana - Amelia Kerr - Nadine de Klerk - Akshita Maheshwari - Hayley Matthews - Sajeevan Sajana - Natalie Sciver-Brunt - Parunika Sisodia - Chloe Tryon - Pooja Vastrakar | - Smriti Mandhana (K) - Kanika Ahuja - Ekta Bisht - Raghvi Bist - Kate Cross - Charlie Dean - Sophie Devine - Sabbhineni Meghana - Sophie Molineux - Nuzhat Parween (wk) - Jagravi Pawar - Shreyanka Patil - Ellyse Perry - Sneh Rana - Prema Rawat - Renuka Singh - Asha Sobhana - Joshitha VJ - Georgia Wareham - Danni Wyatt-Hodge | - Deepti Sharma (K) - Chamari Athapaththu - Uma Chetry (wk) - Sophie Ecclestone - Rajeshwari Gayakwad - Arushi Goel - Kranti Goud - Alyssa Healy (wk) - Grace Harris - Chinelle Henry - Alana King - Poonam Khemnar - Tahlia McGrath - Kiran Navgire - Anjali Sarvani - Shweta Sehrawat - Gouher Sultana - Saima Thakor - Georgia Voll - Dinesh Vrinda |

## Format
Die fünf Franchises spielten in einer Gruppe gegen jedes andere Team jeweils zwei Mal. Die drei Erstplatzierten der Gruppe qualifizierten sich für die Playoffs die im K.-o.-System ausgetragen wurden. Dabei spielte das drittplatzierte Team der Gruppe gegen das zweitplatzierte das Halbfinale, während der Gruppensieger für das Finale gesetzt war.

## Gruppenphase
Tabelle
| Teams                       | Sp. | S | N | NR | P  | NRR    |
| --------------------------- | --- | - | - | -- | -- | ------ |
| Delhi Capitals              | 8   | 5 | 3 | 0  | 10 | +0.396 |
| Mumbai Indians              | 8   | 5 | 3 | 0  | 10 | +0.192 |
| Gujarat Giants              | 8   | 4 | 4 | 0  | 8  | +0.228 |
| Royal Challengers Bangalore | 8   | 3 | 5 | 0  | 6  | –0.196 |
| UP Warriorz                 | 8   | 3 | 5 | 0  | 6  | –0.624 |

## Playoffs

### Halbfinale
| 13. März Scorecard | Mumbai | Mumbai Indians 213-4 (20)          | – | Gujarat Giants 166 (19.2) |
|                    |        | Mumbai Indians gewinnt mit 47 Runs |   |                           |

Gujarat Giant gewann den Münzwurf und entschied sich als Feldmannschaft zu beginnen. Als Spielerin des Spiels wurde Hayley Matthews ausgezeichnet.

### Finale
| 15. März Scorecard | Mumbai | Mumbai Indians 149-7 (20)         | – | Delhi Capitals 141-9 (20) |
|                    |        | Mumbai Indians gewinnt mit 8 Runs |   |                           |

Delhi Capitals gewann den Münzwurf und entschied sich als Feldmannschaft zu beginnen. Als Spielerin des Spiels wurde Harmanpreet Kaur ausgezeichnet.